# Üç Maymun
Üç Maymun é um filme de drama turco de 2008 dirigido e escrito por Nuri Bilge Ceylan. Foi selecionado como representante da Turquia à edição do Oscar 2009, organizada pela Academia de Artes e Ciências Cinematográficas.

## Elenco
- Yavuz Bingöl - Eyüp
- Hatice Aslan - Hacer
- Ahmet Rıfat Şungar - İsmail
- Ercan Kesal - Servet
- Cafer Köse - Bayram
- Gürkan Aydın